# Eisenbahnunfall von Zürich-Affoltern
Bei dem Eisenbahnunfall von Zürich-Affoltern entgleisten am 8. März 1994 im Bahnhof Zürich Affoltern einige Kesselwagen eines Güterzuges, der etwa 1500 Kubikmeter Benzin transportierte. Das Benzin entzündete sich und es kam zu einem Grossbrand.

## Ausgangslage
Über die eingleisige Bahnstrecke Wettingen–Effretikon war der Ganzzug aus 20 Kesselwagen vom Rheinhafen Birsfelden nach Häggenschwil unterwegs. Sechs der je 75 Kubikmeter fassenden Wagen waren mit Superbenzin, 14 mit bleifreiem Benzin gefüllt. Der Zug verliess Birsfelden gegen 6:30 Uhr.
Parallel zur Bahnstrecke verläuft im Bereich des Bahnhofs Zürich-Affoltern eine Hochspannungsleitung, die 132 kV führt.

## Unfallhergang

### Entgleisung
Etwa fünf Kilometer vor dem Bahnhof Zürich-Affoltern trat ein technischer Defekt auf: Bei einer Geschwindigkeit von etwa 70 km/h verlor die hintere Achse des hinteren Drehgestells des siebten Wagens ihr Radsatzlager und entgleiste. „Materialermüdung“ wurde später festgestellt. An der Einfahrtsweiche des Bahnhofs Zürich-Affoltern entgleiste gegen 8:10 Uhr auch die zweite Achse des Drehgestells. Bei einem folgenden Bahnübergang brach der Wagen aus der Zugkomposition aus, überschlug sich, durchbrach eine die Gleise begleitende Betonmauer und kippte um. Dabei rammte er auch einen der Betonmasten der Hochspannungsleitung, der umstürzte. Der Wagen schlug leck.
Der Lokomotivführer bemerkte, dass der Hauptleitungsdruck abfiel und sah, dass Fahrleitungs- und Hochspannungsmasten schwankten. Die Kupplung zum dritten Wagen riss. Dritter bis sechster Wagen kamen durch die Zwangsbremsung ebenfalls zum Stillstand, blieben aber im Gleis und konnten später aus der Gefahrenstelle herausgezogen werden. Die Wagen acht bis zehn entgleisten, kippten um und rutschten an dem den Unfall verursachenden Wagen vorbei. Dabei schlugen sie ebenfalls leck, und grössere Mengen Benzin flossen aus. Die beiden folgenden Wagen entgleisten ebenfalls, blieben aber stehen. Die übrigen Wagen blieben im Gleis. Der Lokomotivführer sicherte die Lokomotive und verliess den Zug.

### Brand
Nicht mehr zu klären war, ob die sofort erfolgte Entzündung des Benzins durch Funkenschlag der gerissenen Hochspannungsleitung oder durch Reibungshitze der über den Oberbau schlitternden Wagen erfolgte. Es kam zu mehreren Explosionen, die Flammen schlugen bis zu 100 Meter hoch. Ein Teil des Benzins floss in die Kanalisation, explodierte dort einige Minuten später und sprengte Dutzende von Kanaldeckeln aus den Strassen. An mehreren Stellen wurde der Boden aufgerissen. Ebenso wurde durch die Explosionen ein unterirdisches Regenrückhaltebecken in 800 Meter Entfernung vom Unfallort zerstört. In Teilen von Zürich-Nord bestand den ganzen Tag über Explosionsgefahr. Der Brand griff von der unmittelbaren Unfallstelle auf eine benachbarte Wohnbebauung über. Es brannten drei Wohnhäuser nieder, ein viertes wurde beschädigt. 23 Menschen wurden obdachlos.

## Folgen
Bei dem Unfall wurden drei Menschen schwer verletzt. Die Feuerwehr löste Katastrophenalarm aus. Dass nicht mehr Verletzte oder sogar Tote zu beklagen waren, war auch der schnellen Evakuierung von 120 Menschen zu verdanken. Der Lokomotivführer erlitt einen schweren Schock.
Durch mehrere Anwohner alarmiert, löste die Berufsfeuerwehr Zürich bereits um 8:12 Uhr einen Grossalarm aus. Erste Feuerwehreinheiten erreichten die Unfallstelle gegen 8:20 Uhr. Die Unfallstelle wurde weiträumig abgesperrt. Etwa 120 Bewohner aus zehn umliegenden Häusern, ein Einkaufszentrum und ein Kindergarten mit 36 Kindern wurden evakuiert. Kesselwagen, die nicht in Brand geraten waren, wurden gekühlt. Die Lokomotive und zehn noch fahrtüchtige Wagen des vorderen und hinteren Zugteils konnten aus dem Gefahrenbereich herausgezogen und -geschoben werden, zum Teil von Hand.